# جورج إف. سوليفان
جورج إف. سوليفان (بالإنجليزية: George F. Sullivan)‏ هو قاضي ومحامي أمريكي، ولد في 30 يناير 1886 في شاكوبي في الولايات المتحدة، وتوفي في 14 أبريل 1944.